# FBA Type B
Die FBA Type B war ein Doppeldecker-Flugboot des Donnet-Lévêque-Typs, das während des Ersten Weltkriegs in Frankreich und im Vereinigten Königreich produziert wurde. Es war eine Weiterentwicklung des FBA Type A.

## Geschichte und Konstruktion
Anfang 1914 wurde der Prototyp der FBA Type B mit einem 100 PS starken Umlaufmotor von Gnome in Argenteuil gebaut. Der Schweizer Ernest Burri nahm mit diesem Flugboot an der Schneider-Trophy teil. Er belegte mit einer Durchschnittsgeschwindigkeit von 82 km/h den zweiten Platz. Burri und der Sieger Howard Pixton waren die einzigen, die das Ziel erreichten.
Der Neunzylinder-Umlaufmotor war zwischen den Tragflächen aufgehängt und trieb einen Propeller in Pusher-Konfiguration an. Die beiden Sitzplätze für den Piloten und den Beobachter waren nebeneinander angeordnet. Um das Flugboot besser in einem Hangar eines Flugzeugmutterschiffs zu verstauen, waren die Flügel klappbar.
Im Sommer 1914 wurde die FBA Type B der französischen Marine vorgestellt, ohne dass jedoch eine Bestellung erfolgte. Erst im Dezember 1914 forderte man 40 Einheiten an. Auch der Royal Naval Air Service bestellt 40 Flugzeuge. Weitere Nutzer des Flugboots waren Russland, Portugal und Italien. Von Januar bis September 1915 wurden 150 Flugboote FBA Type B in Argenteuil und weitere 80 in Lizenz von Norman Thompson Flight Company in Bognor Regis produziert. Das Flugboot diente zur Aufklärung und als Bomber. Die FBA Type B war meist nicht oder nur mit einem Lewis-Maschinengewehr bewaffnet. Nur wenige Einheiten verfügten über eine Canon revolver de 37. Aus diesem Grund waren sie eine leichte Beute für die deutschen Kampfflugzeuge.

## Technische Daten
| Kenngröße        | Daten                                                           |
| ---------------- | --------------------------------------------------------------- |
| Besatzung        | 2                                                               |
| Länge            | 9,14 m                                                          |
| Spannweite       | 13,71 m                                                         |
| Höhe             | 2,92 m                                                          |
| Tragflügelfläche | 32,00 m²                                                        |
| Leermasse        | 574 kg                                                          |
| Startmasse       | 907 kg                                                          |
| Antrieb          | 1 × Umlaufmotor Gnome Monosoupape 9 Type B-2 mit 100 PS (74 kW) |
| Propeller        | 1                                                               |
| Geschwindigkeit  | 96 km/h                                                         |
| Reichweite       | 300 km                                                          |
| max. Gipfelhöhe  | 3500 m                                                          |
| Bewaffnung       | 150 kg Bomben                                                   |